# Storålidens naturreservat
Storålidens naturreservat är ett naturreservat i Norsjö kommun i Västerbottens län.
Området är naturskyddat sedan 2023 och är 3 hektar stort. Reservatet ligger på västsluttningen av Storåliden strax norr om Skellefteälven och består av naturskogsliknande barrskogar och lövrika ungskogar.